# Корб, Флорис
Флорис Корб (урожденный Флорис Нандор Корб; (венг. Flóris, Korb; 7 апреля 1860, Кечкемет — 16 сентября 1930, Будапешт) — венгерский архитектор. 

## Биография
После окончания учебы в Берлине он вернулся в Будапешт, чтобы работать под руководством Алайоша Хаусманна в течение четырнадцати лет, в которых он принимал участие в проектировании Нью-Йоркского дворца. В 1893 году он в партнерстве с Кальманом Герглем, выполнил много важных заказов в Будапеште. В 1924 году Корб был награжден премией Грегусса и принят в Королевский институт британских архитекторов. 

## Работы
- Нью-Йоркский дворец с Хаусманном и Гирглем (1891–95)
- Павильон хорватского искусства на выставке тысячелетия в Будапеште (1896 г.) с Гирглем [4]
- Дворцы Клотильда, Будапешт (1899–1902 гг.)
- Апартаменты Кирали, Будапешт (1900–01)
- Музыкальная академия Ференца Листа, Будапешт (1904–07)
- Здания клиники, улицы Мари и Уллои, Будапешт
- Центральная университетская библиотека Клуж-Напоки (г. Кальман Гергль, 1904–1909 гг.)
- Коммерческий сберегательно-страховой банк (ныне здание прессы), Кечкемет (1909–1912 гг.)
- Здание монетного двора, Будапешт
- Дебреценский университет (1914–1930 гг.)
- Зелинская водонапорная башня, Сегед (1903–04)